# Bågspirea
Bågspirea (Spiraea veitchii) är en rosväxtart som beskrevs av William Botting Hemsley. Enligt Catalogue of Life ingår Bågspirea i släktet spireor och familjen rosväxter, men enligt Dyntaxa är tillhörigheten istället släktet spireor och familjen rosväxter. Arten har ej påträffats i Sverige. Inga underarter finns listade i Catalogue of Life.